# Never Surrender
Never Surrender es el sexto álbum de estudio de la banda de hard rock canadiense Triumph y fue publicado en 1983 por Attic Records en Canadá y RCA Records en el resto del mundo.
El álbum llegó a colocarse en la 26.ª posición de la lista del Billboard 200, seguido también de los sencillos «All the Way», «A World of Fantasy» y «Never Surrender», los cuales se ubicaron en los lugares 2.º, 3.º y 23.º respectivamente en la lista del Mainstream Rock Tracks de Billboard en 1983.
Este álbum, al igual que su antecesor Allied Forces, fue remasterizado y publicado en formato de disco compacto (CD) de nuevo en tres ocasiones; primero en 1985 por MCA Records, después por TRC Records en 1994 y por último en el 2004 por TML Entertainment.
Never Surrender fue certificado disco de oro el 30 de septiembre de 1983 por la Recording Industry Association of America (RIAA).

## Lista de canciones
Todas las temas fueron escritos por Triumph, excepto donde se especifique lo contrario.

### Lado A
| A Side |                      |                                                      |          |  |
| N.º    | Título               | Escritor(es)                                         | Duración |  |
| 1.     | «Too Much Thinking»  |                                                      | 5:39     |  |
| 2.     | «A World of Fantasy» | Rik Emmett / Gil Moore / Mike Levine / Tammy Patrick | 5:01     |  |
| 3.     | «A Minor Prelude»    |                                                      | 0:42     |  |
| 4.     | «All the Way»        |                                                      | 3:42     |  |
| 5.     | «Battle Cry»         |                                                      | 4:28     |  |

### Lado B
| B side |                           |                                          |          |  |
| N.º    | Título                    | Escritor(es)                             | Duración |  |
| 6.     | «Overture (Processional)» |                                          | 1:54     |  |
| 7.     | «Never Surrender»         |                                          | 6:40     |  |
| 8.     | «When the Lights Go Down» |                                          | 5:06     |  |
| 9.     | «Writing on the Wall»     | Emmett / Levine / Moore / Gregory Issacs | 3:38     |  |
| 10.    | «Epilogue (Resolution)»   |                                          | 2:47     |  |

## Formación
- Rik Emmett — voz principal, guitarra, teclado y dobro (en la canción «When the Lights Go Down»).
- Gil Moore — voz , batería y percusiones.
- Mike Levine — bajo, órgano, piano y teclado.